# Gary Bias

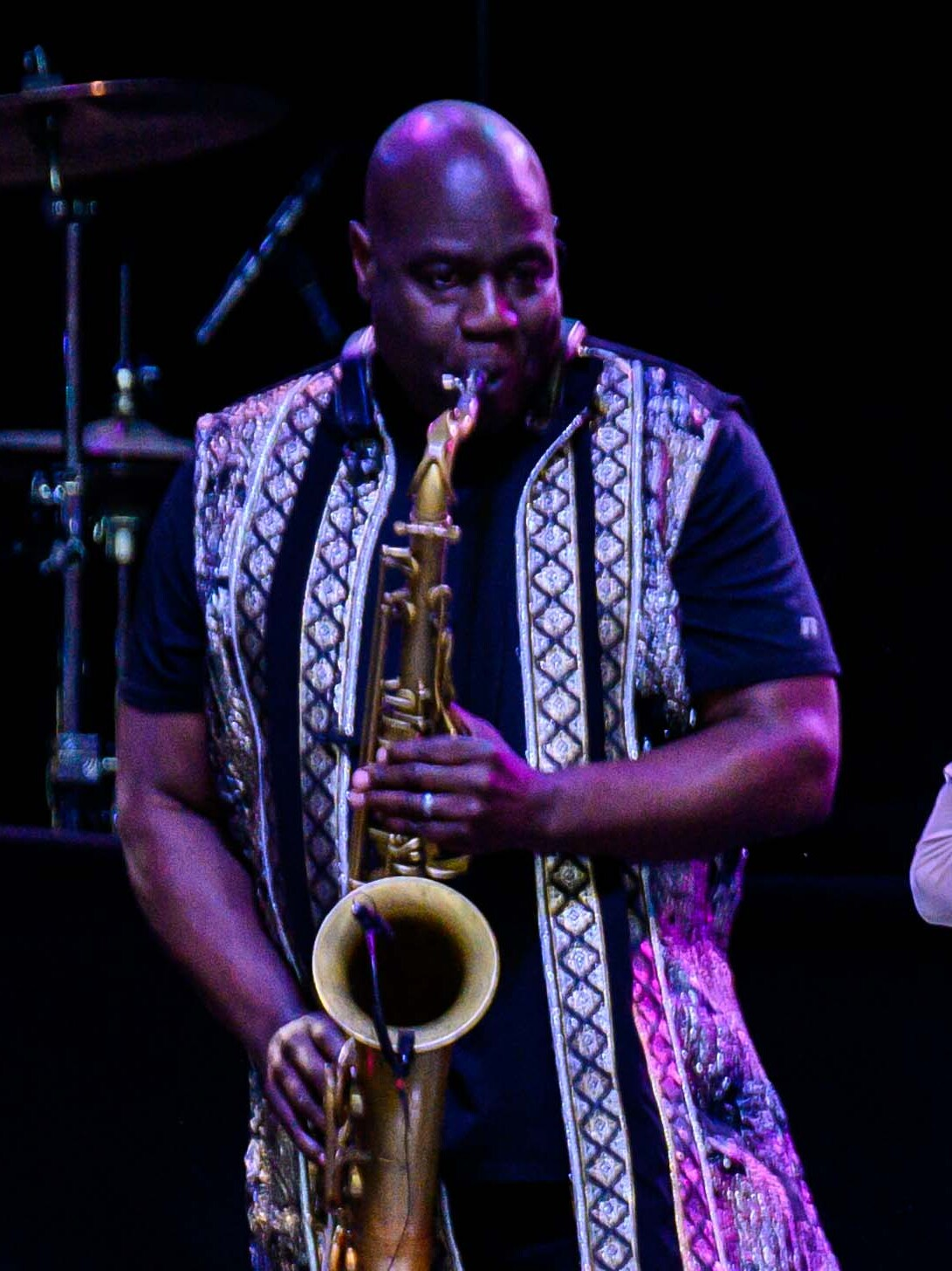
Gary Bias (2022)

Gary Anthony Bias (* um 1957 in Los Angeles) ist ein amerikanischer Jazz- und Fusionmusiker (Saxophone, Flöte, Komposition), der als langjähriges Mitglied von Earth, Wind & Fire international bekannt wurde.

## Leben und Wirken
Bias wuchs im südlichen Teil von Los Angeles auf und begann im Alter von elf Jahren Saxophon zu spielen. Gemeinsam mit Gerald Albright und Patrice Rushen besuchte er die Locke High School. Noch während seines Studiums an der California State University holte ihn mit 18 Jahren Quincy Jones für eine Tournee in sein Orchester. Dann spielte er im Pan Afrikan Peoples Arkestra und im Sextett von Horace Tapscott, mit dem er 1980 das Album Dial „B“ for Barbra aufnahm, dem weitere gemeinsame Aufnahmen folgten.
1981 veröffentlichte Bias sein Debütalbum East 101 auf Tom Albachs Label Nimbus Records, das „ein wahrer Geheimtipp geblieben“ ist und 2019 in einer audiophilen Edition wiederaufgelegt wurde. Nach dem Studium schloss er sich der Band von Willie Bobo an und ging mit dem Duke Ellington Orchestra auf Tournee.
Zudem gehörte Bias zum Creative Arts Ensemble, mit dem zwei Alben entstanden. Auf dem 1983 erschienenen Album All the Way Strong der Reggae-Band Third World spielte er das Saxophon. 1985 steuerte er zu Phil Collins’ Hit „One More Night“ ein Solo bei. Er wirkte dann als Komponist auf Najees Album Najee’s Theme von 1986 und auf Mongo Santamarias Album So Yo von 1987 mit.
Gemeinsam mit Anita Baker und Luis A. Johnson schrieb Bias 1985 den Song „Sweet Love“, für den er 1987 mit seinen Koautoren den Grammy Award in der Kategorie „bester Rhythm-&-Blues-Song“ erhielt.  Im selben Jahr holte Maurice White ihn in den Bläsersatz von Earth, Wind & Fire, wo er seitdem weltweit tätig ist. Außerdem wirkte er als Saxophonist auf dem Album I’m Your Baby Tonight von Whitney Houston aus demselben Jahr mit. 1999 veröffentlichte Bias sein zweites Album unter eigenem Namen mit dem Titel 2 B Free bei Thunderbop Records. Ferner arbeitete er mit Kirk Whalum, MC Hammer, Salif Keita, Randy Crawford, Norman Brown oder Queen Latifah.